# Guignicourt
Guignicourt är en kommun i departementet Aisne i regionen Hauts-de-France i norra Frankrike. Kommunen ligger  i kantonen Neufchâtel-sur-Aisne som ligger i arrondissementet Laon. År 2018 hade Guignicourt 2 211 invånare.

## Befolkningsutveckling
Antalet invånare i kommunen Guignicourt
Referens: INSEE